# Гарольд Неустрашимый
«Гарольд Неустрашимый» или «Гарольд Бесстрашный» (англ. Harold the Dauntless) — поэма британского писателя Вальтера Скотта, написанная в 1813—1816 годах и опубликованная в 1817 году без имени автора. Её действие происходит в раннем Средневековье.
Действие поэмы происходит в Северной Англии, в графстве Дарем. Язычник Гарольд отказывается от принятия христианства, и церковь лишает его наследства после смерти отца. Затем призрак отца спасает Гарольда от языческих духов в заколдованном замке. Главный герой обращается в христианство и женится на датской девушке, которая долгое время следовала за ним, переодетая пажом.
Вальтер Скотт работал над «Гарольдом Неустрашимым» урывками с 1813 года. Поэма была дописана в 1816 году и увидела свет в январе 1817 года. Как её создатель в книге был указан «автор „Невесты Трайермейна“». Поэма имела успех у широкой публики, но не такой громкий, как самые знаменитые поэмы Скотта («Дева озера», «Мармион», «Песнь последнего менестреля»). Мнения критиков разошлись: в периодической печати появлялись и положительные, и негативные отзывы.